# عبدالرحیم حاجی‌بایف
عبدالرحیم حاجی‌بایف ۲۵ آوریل ۱۹۰۰ – ۲۵ ژانویهٔ ۱۹۳۸) از سیاستمداران تاجیک و در مقام نخست‌وزیری جمهوری شوروی سوسیالیستی تاجیکستان بود.
او بین نوامبر ۱۹۲۹ و ۲۸ دسامبر ۱۹۳۳ رئیس شورای کمیسرهای خلق بود. وی در خجند متولد شد و در جریان پاکسازی بزرگ اعدام شد.

## پیشینه
عبدالرحیم حاجی‌بایف در سال ۱۸۹۰ در خجند در خانواده‌ای دهقان از طبقه متوسط به دنیا آمد و در مدرسه محلی روسی‌زبان در خوجند تحصیل کرد. پس از پیروزی انقلاب اکتبر، وی در گروه کشاورزی دانشگاه دولتی ترکستان تحصیل کرد. در سال ۱۹۱۸، رهبری گروه ماورای خزر ترکستان و بین سال‌های ۱۹۱۹–۱۹۲۲، رهبری ولایات خوقند را به دست می‌گیرد. او در سال‌های ۱۹۲۵–۱۹۲۸به عنوان کمیسر محصولات جمهوری شوروی ازبکستان خدمت کرد. سپس به عنوان رئیس هیئت نظارت بر تاجیکستان، سهم بسزایی در توسعه اقتصاد ملی تاجیکستان داشت.
در سال ۱۹۲۹ مقاله اقتصادی وی با عنوان «تاجیکستان» در مسکو منتشر شد. با توجه به تصمیم پلنوم کمیته مرکزی حزب کمونیسم به اتهام «ملی‌گرایی بورژوازی» برکنار شده و به منطقه مسکو فرستاده شد. عبدالرحیم حاجی‌بایف در ۸ ژوئیه، ۱۹۳۷، به بهانه روابط نزدیک با گروه ضد شوروی N.I. بوخارین و استاخانوف دستگیر و سرانجام اعدام شد.